# Rewire (entreprise)
Rewire est une société multinationale de technologie financière qui fournit des services financiers en ligne adaptés aux besoins uniques de millions de travailleurs étrangers migrants dans le monde. Rewire a été fondée par le PDG Guy Kashtan, le directeur technique Saar Yahalom, le vice-président de la R&D Adi Ben Dayan et Or Benoz,.
En juin 2020, Rewire a remporté la catégorie FinTech du concours Extreme Tech Challenge (XTC), le plus grand concours de startups au monde pour les entreprises à vocation déterminée.

## Histoire
Rewire a été fondée en Israël en 2015 par Guy Kashtan, Saar Yahalom, Adi Ben Dayan et Or Benoz en réponse à la demande croissante de services financiers abordables et accessibles de la population locale de travailleurs étrangers. Initialement, il a servi les milliers de Philippins travaillant en Israël en tant que soignants domestiques pour les personnes âgées et a étendu ses services à d'autres populations migrantes telles que les Indiens, les Thaïlandais et les Chinois pour n'en nommer que quelques-uns. Les premiers investisseurs comprenaient des groupes basés en Israël tels que OurCrowd, Viola Fintech et Moneta VC. Parmi les autres investisseurs initiaux figuraient BNP Paribas (Opera Tech) et Standard Bank of South Africa,.
En 2019, Rewire s'est développé sur les marchés européens et britanniques en introduisant de nouveaux comptes de paiement locaux (IBAN), des cartes de débit, des transferts d'argent locaux et des paiements de factures transfrontaliers. En 2020, pendant les fermetures de Covid-19, Rewire a réussi à tripler sa clientèle, dont 40 % attribués à la croissance organique. Pour atteindre ses objectifs, la société a établi des partenariats solides avec des institutions financières de premier plan dans plusieurs pays, telles que Ukrsibbank en Ukraine et des facilitateurs de portefeuilles numériques aux Philippines et au Nigeria, ainsi qu'avec le géant chinois du processeur de paiement Alipay pour permettre à ses clients chinois d'envoyer de l'argent avec faciliter.
En 2021, la société a annoncé qu'elle avait achevé un cycle de financement de série B de 20 millions de dollars et également une collaboration avec la banque israélienne Hapoalim. De nouveaux investisseurs ont rejoint ce cycle de financement tels que Renegade Partners, Glilot Capital Partners et Jerry Yang, ancien Yahoo! PDG et directeur chez Alibaba, via AME Cloud Ventures. Dans le même temps, la société a annoncé qu'elle avait obtenu une licence d'établissement de monnaie électronique (EMI) de l'UE, accordée par la Banque centrale néerlandaise, qui permet à la startup fintech de (I) émettre de la monnaie électronique, (II) fournir des services de paiement, et (III) effectuer des transferts d'argent. Rewire a également obtenu un fournisseur de services d'actifs financiers israélien élargi.
En février 2022, Rewire a annoncé son partenariat avec le géant de l'assurance AIG et la société InsurTech Qover.

## La plateforme Rewire
La plate-forme Rewire est proposée dans huit langues différentes et une application localisée. La plateforme vise à servir 270 millions de migrants dans le monde et à leur fournir des solutions financières sur mesure telles que la possibilité de renvoyer des paiements vers leur pays d'origine. Les autres fonctionnalités de la plate-forme incluent un compte de paiement et une solution de paiement par carte de débit ainsi que des transferts d'argent locaux, des paiements de factures dans le pays d'origine du migrant, des assurances, etc.,.